# نادي أمانة بغداد
نادي أمانة بغداد هو نادي كرة قدم عراقي تأسس في سنة 1957 وينافس في الدوري العراقي الممتاز ويدار من قبل أمانة بغداد.

## التأسيس
تأسس نادي أمانة بغداد عام 1957 باسم نادي أمانة العاصمة حيث شكّل في تأسيسه لعبة كرة القدم فقط ولعب الفريق في دوري المؤسسات الذي كان قائم آنذاك وحصل على أول دوري مؤسسات بعد عامين من تأسيسه في سنة 1959 وترأس النادي عند تأسيسه سعدي جاسم الدوري كأول رئيس للنادي وهو أول سكرتير اتحاد عراقي لكرة القدم حيث كان يشغل أميناَ للسر في اتحاد كرة القدم آنذاك وكان من أحد مؤسسي كرة القدم في النادي بالإضافة إلى اللاعبين ( ناصر جكو – قاسم زوية – جبار رشك – مؤيد محمد صالح – طارق محمد صالح – طارق مصلاوي – صبيح عبد القادر – أحمد ريشان – وآخرين ). بعد تأسيس لعبة كرة القدم تم تأسيس لعبة المصارعة ولعبة رفع الاثقال في أواسط الستينيات وفي أوائل السبعينيات تم تأسيس فريق بناء الأجسام وأيضا تم فريق كرة السلة للرجال وكرة الطائرة للرجال في العام 1973.
في عام 1974 ، أدخل الاتحاد العراقي نظام الأندية إلى كرة القدم العراقية، وتم دمج فريق إسالة الماء (الذي تأسس عام 1954) مع فريق مصلحة نقل الركاب (الذي تأسس عام 1956) لتشكيل نادي البلديات. في عام 1977 اندمج نادي البلديات مع نادي أمانة العاصمة ليشكل نادي الأمانة.
عند تأسيس النادي في العام 1957 كان مقر النادي في نادي الهواة وهو الآن في موقع وزارة الأوقاف ( الكرنتينة ) وبعدها تحول مقر النادي في ديوان الأمانة ( القشلة ) بعدها تحول في منتزه الزوراء وفي منتصف السبعينات أصبح مقر النادي في حي الشيخ عمر شارع مستشفى الكندي والذي أعطاه أمين العاصمة سمير الشيخلي في حينها وهذا المقر استمر لغاية الآن وتم استلام ملعب آخر للنادي في حي القادسية كمقر لفريق كرة القدم وهذا الموقع تم استبداله مؤخراً ليصبح في منتزه الزوراء كمقر لفريق كرة القدم.
استمرت تسمية نادي الأمانة منذ التغيير في عام 1977 لغاية العام 2009 حينها تم تغيير اسم النادي إلى نادي بغداد تيمناً باسم العاصمة بغداد وأيضاً كون النادي تابع إلى ديوان أمانة بغداد، وفي عام 2014 تم تغيير اسم النادي إلى نادي أمانة بغداد، يشار إلى أن اثنا عشر رئيساً ترأسو النادي كان أولهم سعدي جاسم الدوري وآخرهم الرئيس الحالي ليث قاسم الكعبي.

## ألعاب النادي
عند تأسيس النادي كان النادي فقط يحتوي على لعبة كرة القدم بعدها تم تأسيس فرق المصارعة ورفع الأثقال وبناء الأجسام وكرة السلة والطائرة وفرق الجمناستك والآن النادي يحتوي على عشرة ألعاب جماعية وفردية وتأتي في مقدمتها كرة القدم وتحتوي على عدة فرق ( البراعم والأشبال والناشئين والشباب والرديف والفريق الأول) والألعاب الأخرى المصارعة ورفع الأثقال وكمال الأجسام وكرة الطائرة (للنساء) و البولنغ والرماية والقوس والسهم والجمناستك وقريبا ستضاف لها لعبة السباحة.
ومن أبرز لاعبي النادي الرباع صفاء الجميلي الذي حقق الميدالية الذهبية للنادي والعراق في دورة الألعاب الآسيوية 2018 في جاكارتا بعد أن تمكن من رفع وزن 361 كغم بعد أن تفوق على الكوري الجنوبي جانغ يونكهاك الذي رفع وزن 360 كغم والكوري الشمالي جون ميونغ سونغ الذي رفع وزن 348 كغم 

## الإنجازات والألقاب

### ألقاب محلية
- دوري المؤسسات - بغداد:
  - فوز (1): 1958–59

## رواد النادي
كرة القدم ( آرا همبرسن – أكرم أحمد سلمان – صباح عبد الجليل – عبد الزهرة أسود – فاضل علي مرزه – أحمد صبحي – عناد عبد – باسم قاسم – ناطق هاشم – غانم عريبي – غازي هاشم – كريم محمد علاوي – خليل محمد علاوي – باسل كوركيس – هادي مطنش – أحمد دحام – هاشم كريم – كريم سهيل – كريم زغير – كريم كردي – كريم كامل – يونس كاظم – غازي هاشم - سليم ملاخ - أحمد فتحي - باسل مهدي - جبار حربي - صبيح رسن - هادي جاسم - جعفر عبد الحسين - فلاح حسن وآخرين ).
كرة الطائرة ( عصام الديوان – سمير وعد الله – عامر جبار – أحمد سليم – علاء جبار ).
كرة السلة ( حميد شاكر – هادي صاحب – سعد جاسم ).
المصارعة ( عبد الكريم الزعيم – هيثم جلوب – كريم فرحان – مروان سهيل – حميد صالح – محمد جبر – حسن فاضل – علي عبد الرزاق – سيد خالد – أركان سمير – عبد الرحمن بريسم ).
رفع الأثقال ( صبري غاطي – موسى هادي – صبيح زبون – صالح محمد كاظم – طاهر محمد كاظم – محمد كاظم مزعل – محمد حسن جلود – محمد عبد المنعم – عمار يسر – خضير صبحي – حيدر داخل – خالد عبد الزهرة – علي عواد ).
الجمناستك ( موفق جبار – إياد نجف – محمود صالح – رعد جاسم ).

## أبرز المدربين
1-عمو بابا
2- حازم جسام
3- ناصر جكو
4- أكرم أحمد سلمان
5- طارق مصلاوي
6- طالب الأسود
7- مصطفى عودة
8- زيا إسحاق
9- سعد حمزة
10- حميد شاكر
11- هادي جاسم
12- صبيح رسن
13- حمزة داوود
14- يحيى علوان
15- كريم كردي
16- ثائر أحمد

## لائحة الشرف لرؤساء النادي
1- سعدي جاسم الدوري
2- عبد ستار عباس الفضلي
3- كمال البصام
4- نجيب طه
5- قاسم الأعظمي
6- عصام علي صالح
7- حسن علي البياتي
8- حميد شاكر حسين
9- لطيف عبد الغفور
10- محمد حسن جلود
11- فلاح مندب المسعودي
12- ليث قاسم الكعبي
13-فلاح مندب المسعودي ( الرئيس الحالي )

## وصلات خارجية
- الموقع الرسمي